# مقاطعة هوتون (ميشيغان)
مقاطعة هوتون (بالإنجليزية: Houghton County, Michigan)‏ هي إحدى مقاطعات ولاية ميشيغان في الولايات المتحدة. ، بلغ عدد سكانها 36628 نسمة في عام 2010 حسب إحصاء مكتب تعداد الولايات المتحدة وتصل الكثافة السكانية فيها 14 نسمة/كم2.

## أعلام
- بول سميث

## وصلات خارجية
- www.houghtoncounty.net
- United States Counties